# Массіміліано Сольдані
'Массіміліано Сольдані  (повне ім'я Массіміліано Сольдані Бенці, італ. Massimiliano Soldani Benzi; 1656, Монтеваркі — 23 лютого 1740, Монтеваркі) — уславлений італійський медальєр і скульптор доби пізнього італійського бароко.

## Життєпис
Массіміліано Сольдані, нащадок аристократичних родин Бенци та Сольдані, рано виявив художні здібності. Дитинство і юність провів в маєтку батьків, де ліпив фігурки з глини. Ченці з сусіднього монастиря прознали про талановитого хлопця і познайомили його із технікою виготовлення кераміки та з приготуванням кольорових глазурей.

## Римський період
Родич Сольдані сприяв влаштуванню племінника в майстерню Бальдассаре Франческіні. На творчу манеру найкращого з учнів Франческіні і майбутнього скульптора вплинув Йосип Аррігі. Вже через два роки герцог Тосканський, меценат і багатій, сприяв влаштуванню молодого земляка в Рим, в художню школу, котру організували художник Чіро Феррі та скульптор Ерколе Феррата. За чотири роки стажування в Римі Массіміліано Сольдані виробився в майстерного скульптора, котрий віртуозно працював із кабінетною бронзою і технікою втраченого воску. Темпераментна манера праці митця в бронзі нагадувала художню манеру іншого видатного скульптора, флорентійця за походженням, Карло Бартоломео Растреллі, теж видатного декоратора і віртуоза техніки втраченого воску.
Він став відомий через серію портретних медалей для представників аристократичних римських родин Кіджі та Роспільозі, кардинала Аццоліно, для папи римського Інокентія XI тощо. Серед творів цього періоду — і медаль на честь екз-королеви Швеції Христини, котра була на той час першою леді Риму. Сольдані подав Христину в класичній сукні і з лавровим вінцем на голові як у давньоримських імператорів. На звороті медалі — райський птах, що летить над пустелею…

## Праця в Парижі
Герцог Тосканський запросив молодого митця повернутися у Флоренцію, де запропонував працювати на монетному дворі. Про талановитого медальєра прознали в Парижі і запросили на працю у Францію, де він мешкав два роки. Серед творів паризького періоду — медаль на честь короля Франції Луї XIV.

## Праця на батьківщині і останні роки
1686 року він повернувся з Парижа у Флоренцію. Сольдані було введено в штат Монетного двору з правом приймати приватні замови. Привілейований стан Массіміліано Сольдані відбився в церемонії прийняття замов через власних агентів, а ціна на створені медалі не розголошувалась. Саме так були створені медалі на честь Джона Інгліса, надвірного лікаря короля Англії Вільгельма III та королеви Анни. Серед англійських замовників Сольдані — і Генрі Ньютон, британський посол у Флоренції.
Він покинув художню практику в 1736 році і доживав віку у родинному палаці в Монтеваркі. Помер 1740 року після інсульту.

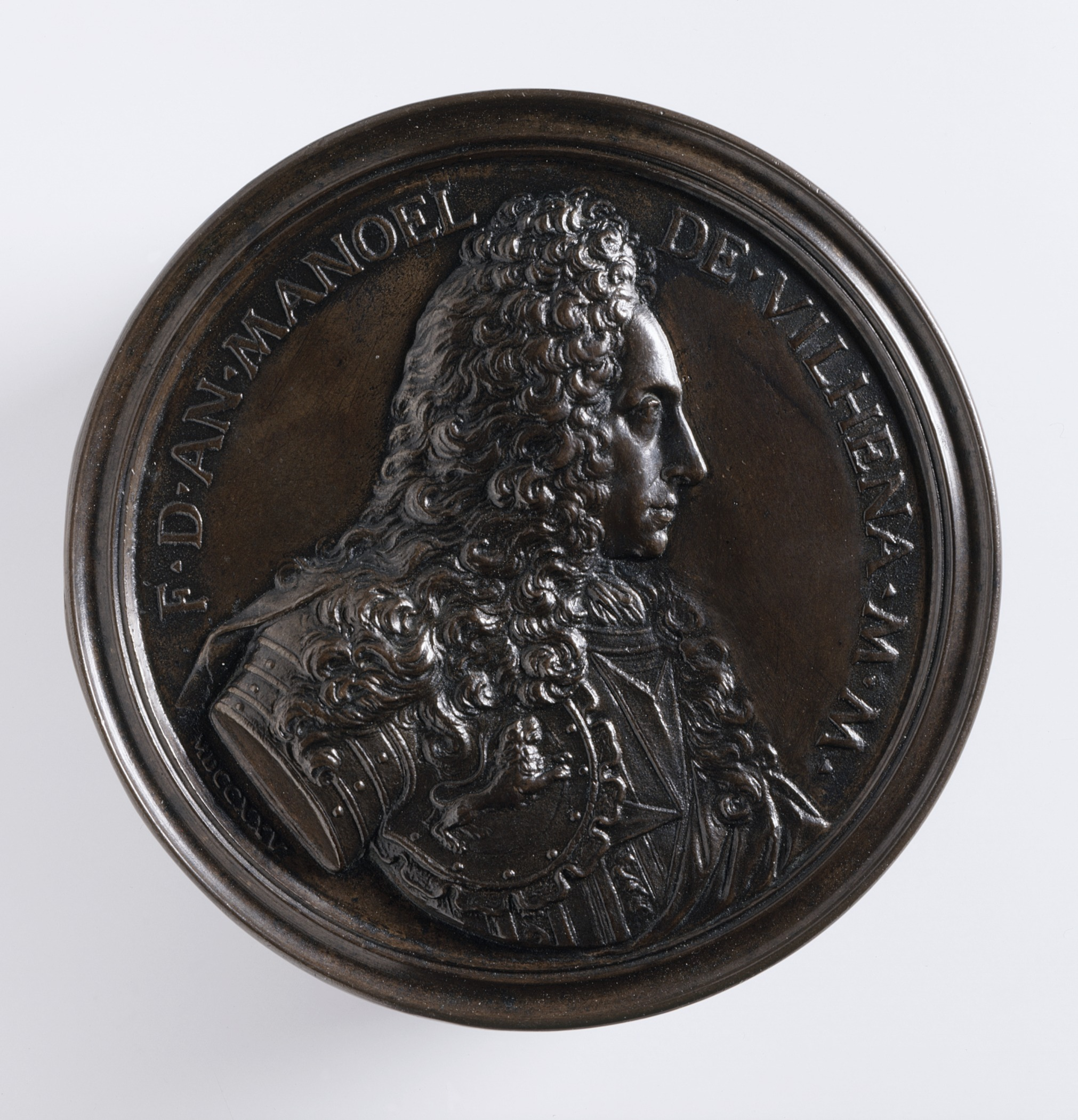
Медальєр Массіміліано Сольдані, «Алегорія на заснування фортеці Мануель, Валетта», аверс
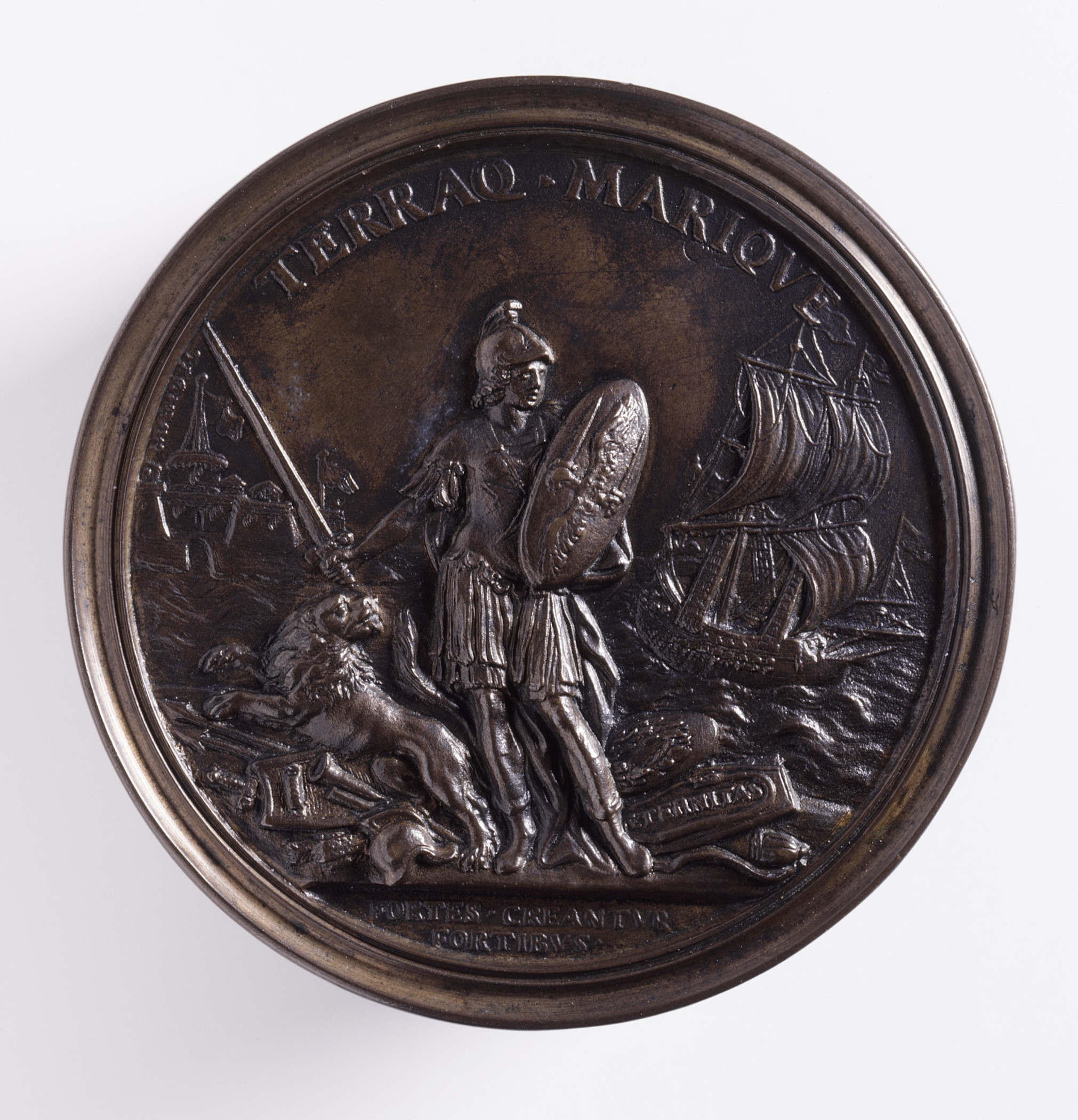
Медальєр Массіміліано Сольдані, «Алегорія на заснування фортеці Мануель, Валетта», реверс, Музей мистецтв округу Лос-Анжелес

## Вибраний перелік медалей

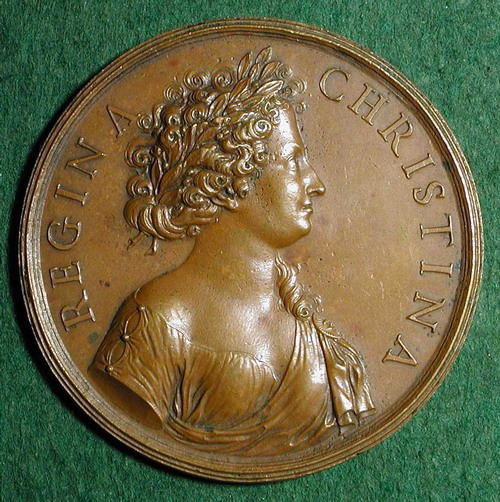
Массіміліано Сольдані. Медаль на Честь Христини, бл. 1681 р. Британський музей

- «Козімо III де Медічі» (1642-1670-1723), герцог Тосканський, бл. 1677 року
- «Королева Христина Шведська», бл. 1681 року
- «Франческо Реді», бл. 1694 року
- «Алегорія на честь створення форта Малоель», Валетта, бл. 1725 року
- «Козімо III де Медічі» (), герцог Тосканський, бл. 1720 року
- Джон Інгліс, надвірний лікар короля Вільгельма III
- «Джузеппе Аверані» (1662—1738), аристократ, науковець і юрист
- «Джузеппе Марія Мартелліні», священик у лікарні Санта Марія Нуова, Флоренція, бл. 1734 року
- «Карло Бурбон», король обох Сицилій, король Іспанії, бл. 1732 року
- «Луї XIV», король Франції

## Вибраний перелік творів

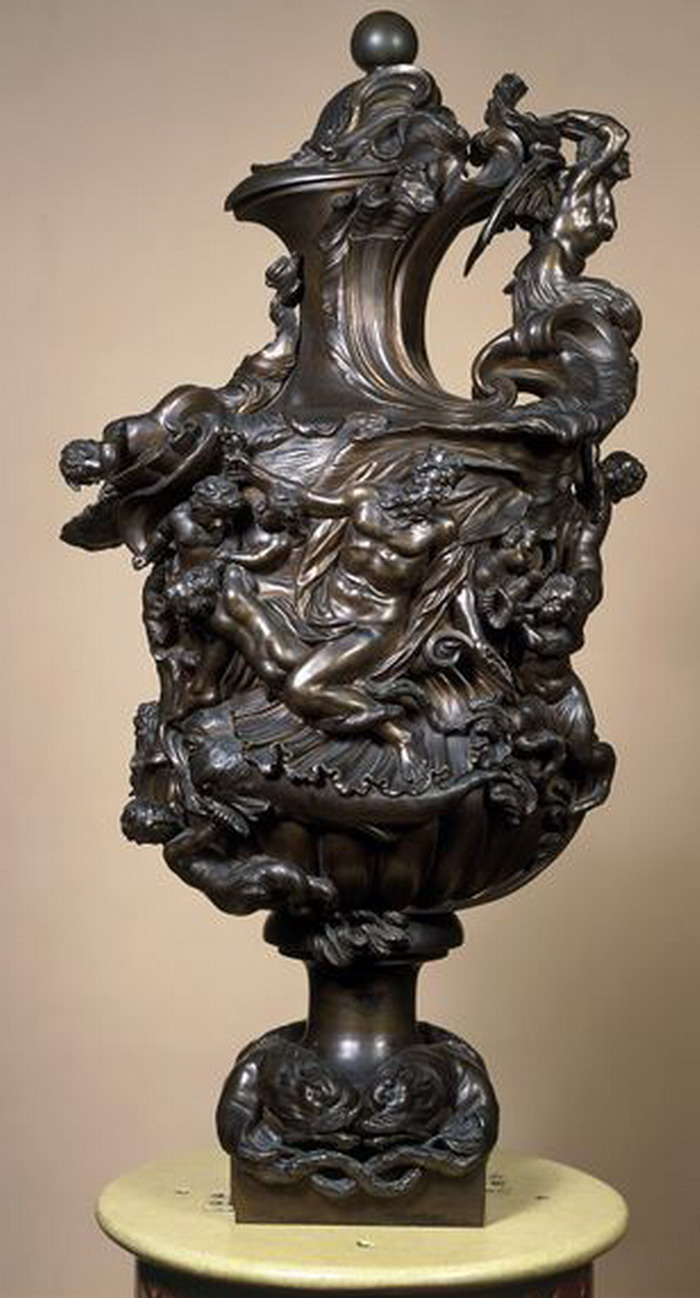
«Ваза з Нептуном і тритонами», бронза, Музей Вікторії й Альберта

- «Ваза з Нептуном і тритонами», бронза, Музей Вікторії й Альберта,79,7 см
- «Ваза з Амфітрітою і нереїдами», бронза, Музей Вікторії й Альберта,79,7 см
- «Ваза з Галатеєю», золочена теракота, бл. 1695 року, Окружний музей Лос-Анжелеса, 79,7 см
- «Венера і Амур», бронза, до 1720 року, Національна галерея Канади
- «Андромеда і морське чудовисько», бронза, бл. 1716 року, Музей Гетті, Каліфорнія
- «Леда і Либідь» бронза, бл. 1716 року, Музей Гетті, Каліфорнія
- «Імператор Агріппа», погруддя, бронза, Музей Ліхтенштейн, Відень
- «Фаустина молодша», погруддя, бронза, Музей Ліхтенштейн, Відень
- «Імператор Адріан», погруддя, бронза, Музей Ліхтенштейн, Відень
- «Імператор Вітеллій», погруддя, бронза, Музей Ліхтенштейн, Відень
- «Імператор Октавіан Август», погруддя, бронза, Музей Ліхтенштейн, Відень
- «Цицерон», погруддя, бронза, Музей Ліхтенштейн, Відень
- Так званий «Сенека», погруддя, бронза, Музей Ліхтенштейн, Відень
- «Бог Хронос відкриває Істину», рельєф, бронза, Музей Ліхтенштейн, Відень
- «Алегорія Миру, що захищає Справедливість», рельєф, бронза, Музей Ліхтенштейн, Відень
- Релікварій Св. Олексія, музей каплиці де Медічі, Флоренція
- «Оплакування Христа», варіанти
- «Христа знімають з креста», рельєф

## Галерея

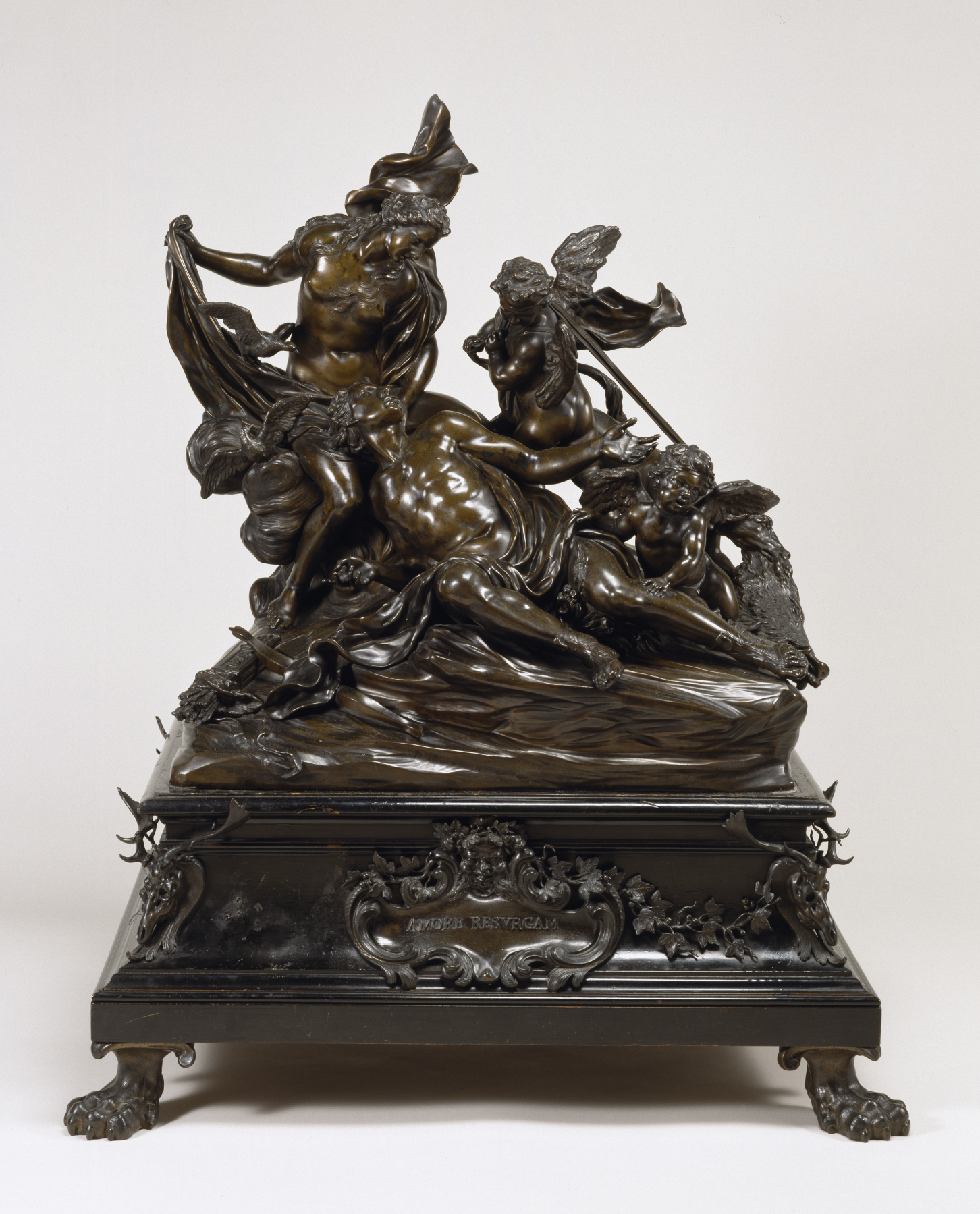
«Венера і Амур оплакують смерть Адоніса», бл. 1715 р.
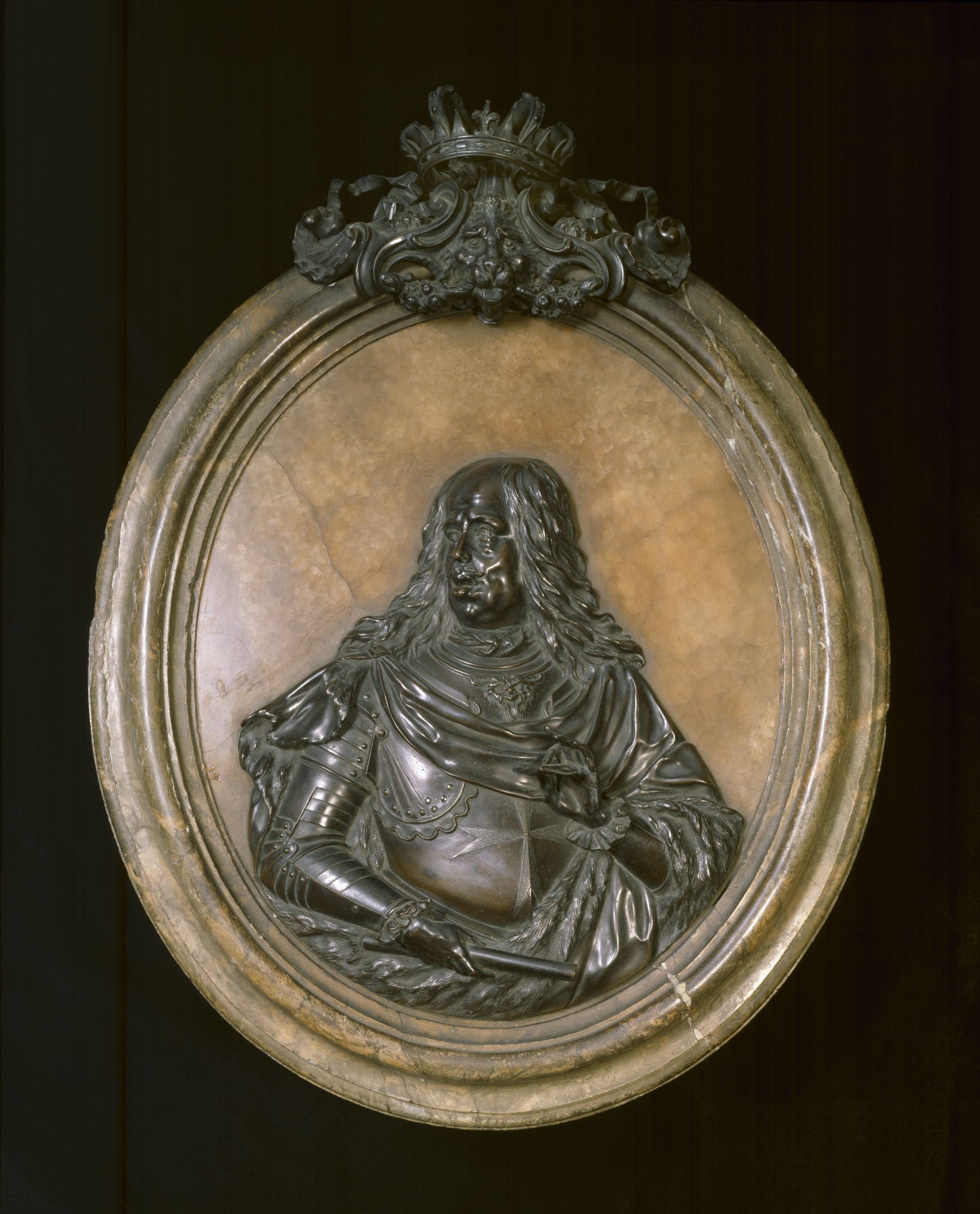
«Козімо III де Медічі», медальйон, бл. 1720 р.,Художній музей Волтерс, Балтімор
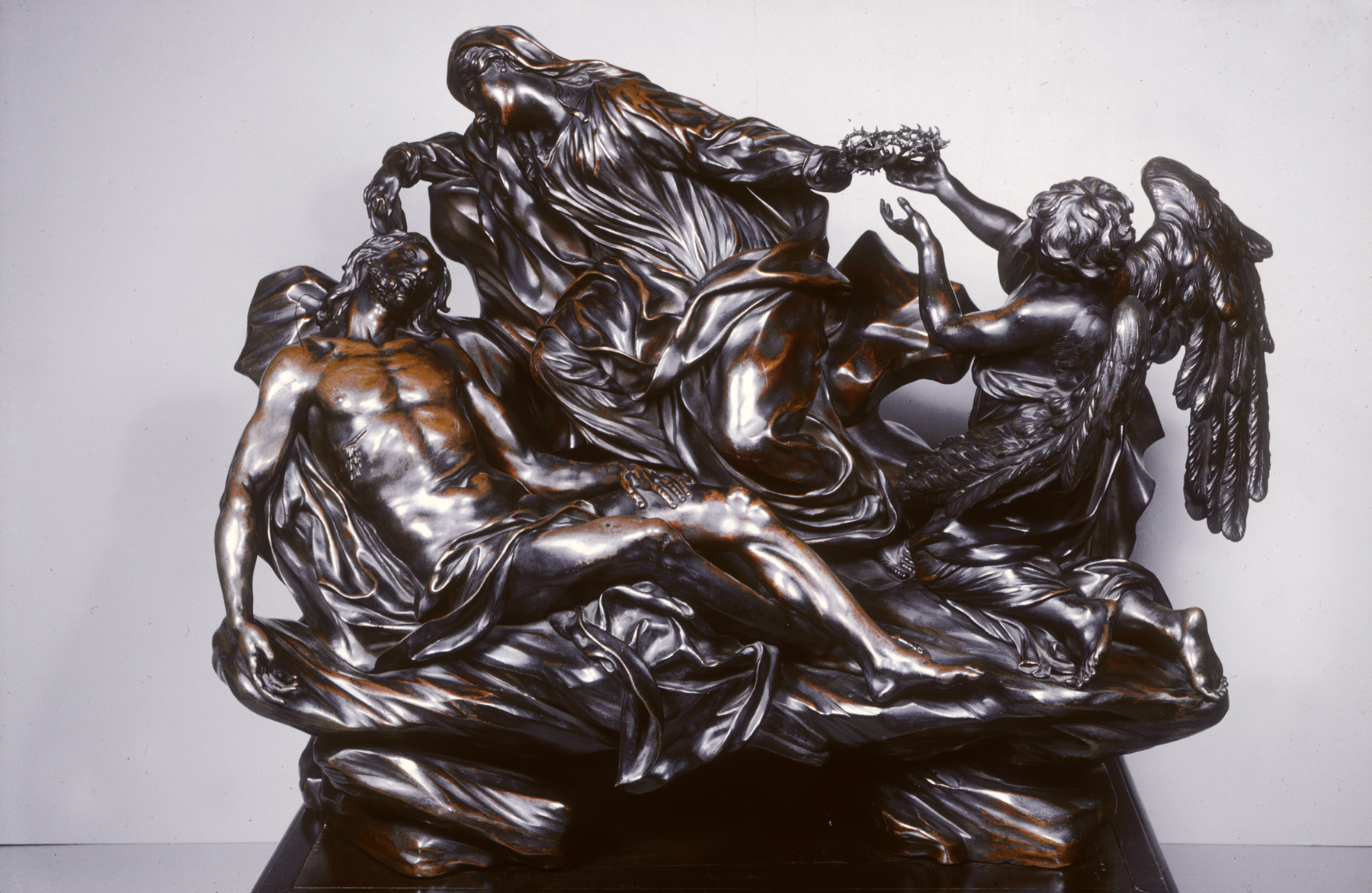
«Оплакування Христа», бронза, Художній музей Волтерс, Балтімор.
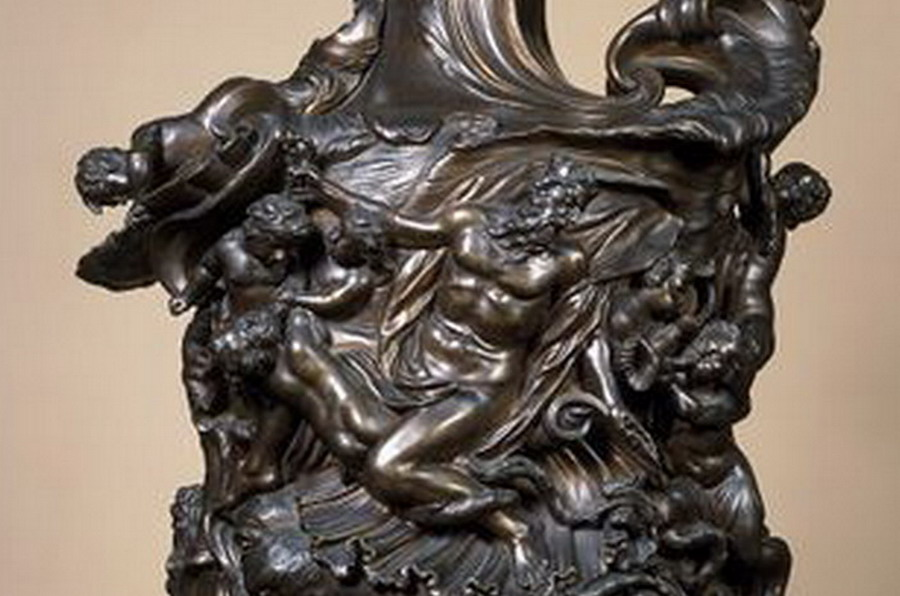
Деталь бронзової вази з Нептуном, Музей Вікторії й Альберта.